# Shark Bait
Shark Bait (em coreano: 파이 스토리 / transliterado: Pai seutori) (Brasil: Mar Não Está Para Peixe / Portugal: O Gang do Pi), também conhecido  rcomo The Reef: Shark Bait ou Pi's Story é um filme de animação sul-coreano-americano lançado em 2006 e dirigido por Howard E. Baker e John Fox.
O filme foi lançado diretamente em vídeo nos Estados Unidos. A sequência, também lançada diretamente em DVD, The Reef 2: High Tide foi lançada em 2012.

## Sinopse
Pê é um simpático bodião que chegou recentemente a um belo recife e está em busca de sua tia Pérola. Logo ele começa a se enturmar com os moradores locais e se apaixona por Cordélia, uma peixe-anjo que é modelo na revista do National Geographic. Troy, um tubarão-tigre, também está interessado em Cordélia. Para proteger Cordélia, Pê decide enfrentar Troy e fazer com que o recife fique livre de uma vez por todas de sua ameaça.
Descrição do trecho: Os oceanos recebem diariamente, em todo o mundo, uma infinidade de poluentes como esgoto doméstico, industriais e lixo sólido que provocam a degradação da qualidade das águas ao redor das grandes cidades e dos centros industriais, prejudicando o desenvolvimento da vida marinha. O trecho retrata tal fato.

## Elenco

### Estados Unidos
Nos Estados Unidos o filme foi dublado por Freddie Prinze, Jr. (Pi), Rob Schneider (Nerissa), Evan Rachel Wood (Cordelia) e Donal Logue (Troy) nos papéis principais.

### Brasil
No Brasil o filme contou com as vozes de Tom Cavalcante (Troy), Grazi Massafera (Cordélia), Felipe Dylon (Pê, Júnior) entre outros atores.

## Recepção
O filme foi amplamente criticado por mostrar elementos já contidos em outras animações com o mesmo tema como Procurando Nemo, O Espanta Tubarões e A Pequena Sereia (e a certa altura, uma referência a Star Wars e The Karate Kid) e foi um fracasso nas bilheterias.